# Karbica prążkówka
Karbica prążkówka, garbatka karbica (Gluphisia crenata) – gatunek motyla z rodziny garbatkowatych. Zamieszkuje Eurazję, od Półwyspu Iberyjskiego po Wyspy Japońskie. Gąsienice żerują na topolach, rzadko na wierzbach. Osobniki dorosłe są aktywne nocą.

## Taksonomia
Gatunek ten opisany został po raz pierwszy w 1785 roku przez Eugeniusa J.C. Espera pod nazwą Bombyx crenata. Jest gatunkiem typowym rodzaju Gluphisia, który to wprowadził w 1829 roku Jean Baptiste Boisduval.

## Morfologia

### Owad dorosły
Motyl o stosunkowo delikatnie jak na garbatkowatego zbudowanym ciele i rozpiętości skrzydeł sięgającej od 30 do 33 mm. Głowa jest zaopatrzona w niezbyt gęsto owłosione oczy złożone, przyoczka i uwstecznioną ssawkę. Obustronnie grzebykowane czułki nie osiągają połowy długości przedniego skrzydła i wykazują dymorfizm płciowy, u samicy mając krótsze ząbki niż u samca. Stosunkowo krótkie i szerokie skrzydło pary przedniej osiąga od 14 do 16 mm długości. Tło skrzydła przedniego jest szarobrunatne do czarnobrunatnego, stalowo połyskujące, często z brązowo rozjaśnionym polem środkowym, obwiedzionym czarnymi liniami. Na tymże tle występują cienkie, żółtawe przepaski z ciemnymi brzegami, jasna plamka przy żyłce poprzecznej oraz wąski, falisty prążek w polu zewnętrznym o czarnej barwie. Barwa strzępiny jest żółtawoszara z ciemnym nakrapianiem. Na tylnym brzegu przedniego skrzydła brak jest zęba. Małe, owalne skrzydło tylne ma popielatoszare tło i szeroką, ciemną obwódkę w zewnętrznej części.

### Stadia rozwojowe

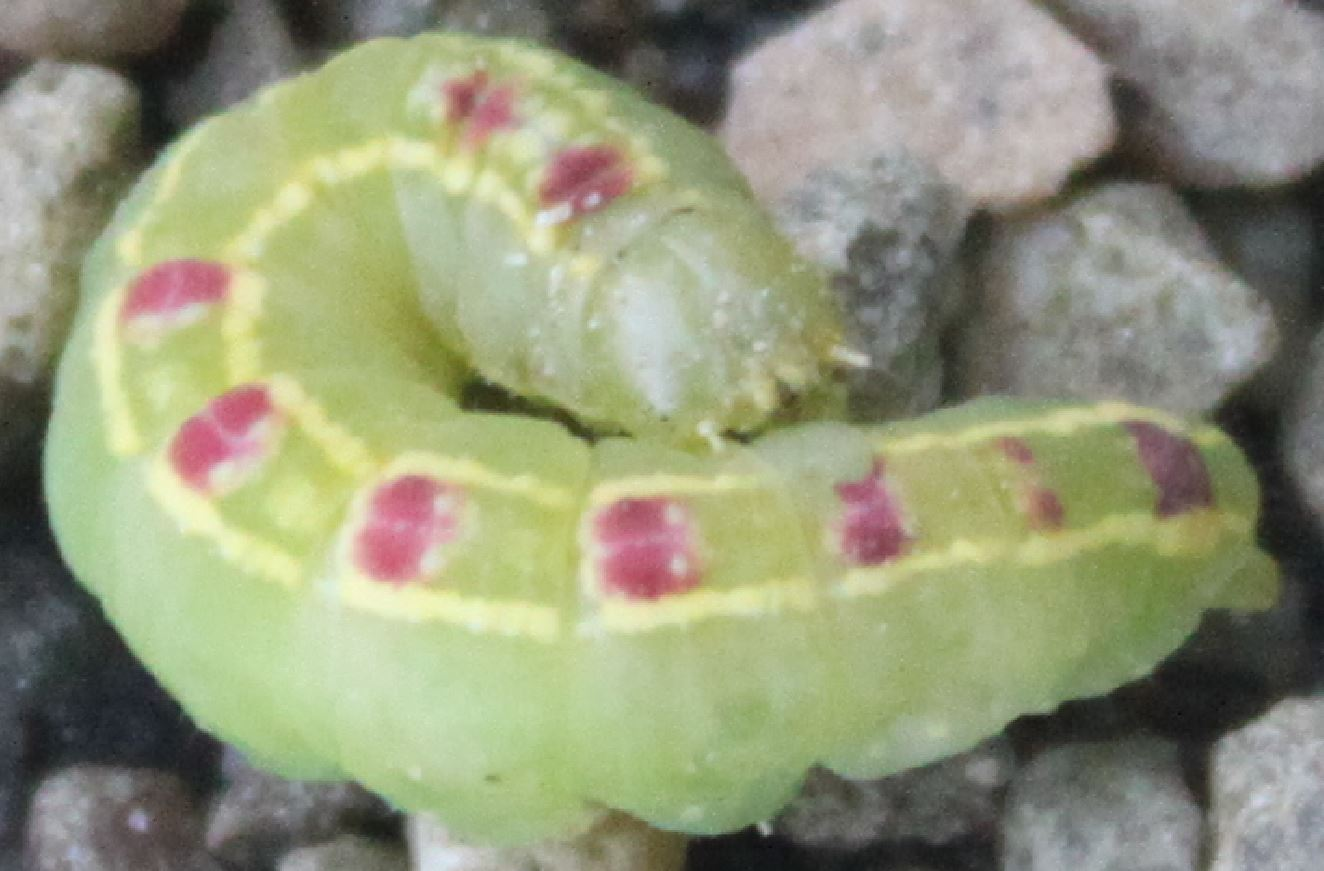
W pełni wyrośnięta gąsienica

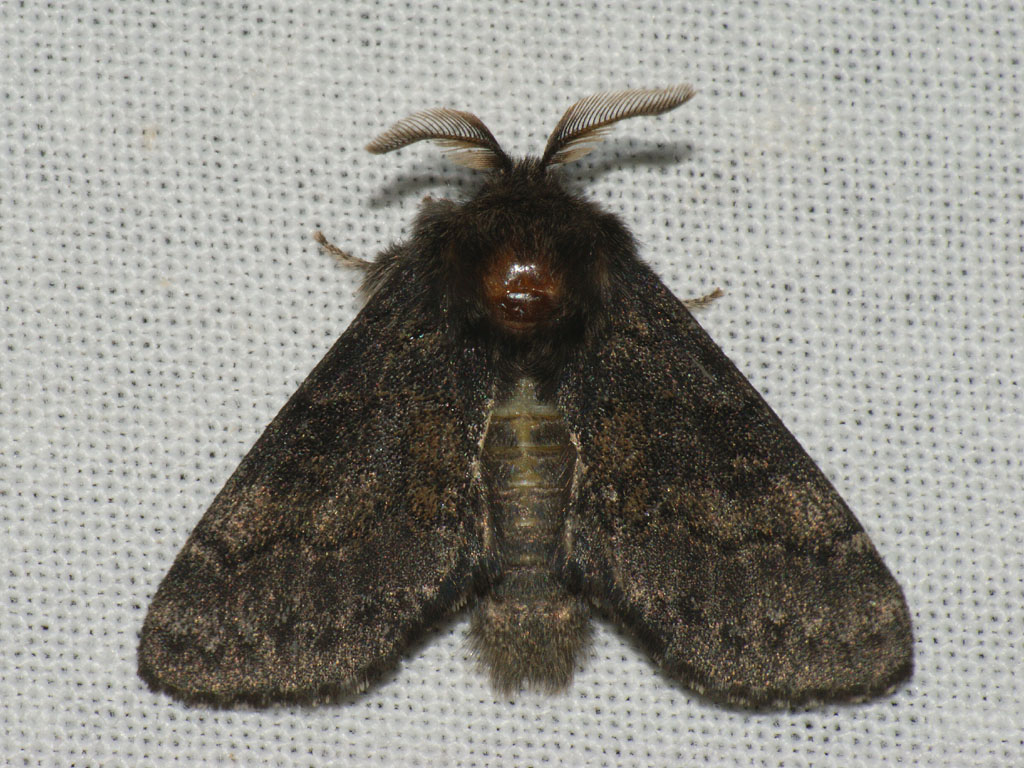
Imago w pozycji spoczynkowej

Jaja są półkuliste, o wysokości między 0,3 a 0,4 mm. Są w większości brudnobiałe z cienkim, przejrzysto-białym chorionem, z wiekiem ciemniejące. Nie są przykrywane łuskami z odwłoka samicy. Powierzchnia chorionu podzielona jest na komórki, z których każda otoczona jest tylko swoimi żeberkami, a między żeberkami sąsiednich komórek występują rowki. Większa część jaja ma żeberka wąskie, węższe niż powierzchnia mikropylowa. Gąsienica opuszcza jajo wygryzając owalny otwór w jego bocznej części.
Gąsienica w początkowych stadiach rozwojowych ma jednolicie zielone ubarwienie ciała. U późniejszych stadiów po grzbietowej jego stronie pojawia się para szeroko rozstawionych podłużnych białych linii, biegnących przez wszystkie segmenty. W ostatnim stadium pomiędzy tymi liniami występują plamy o ciemnoczerwonym kolorze.

## Ekologia i występowanie
Owad ten zasiedla lasy liściaste i mieszane, zręby, parki, ogrody, zarośla, doliny rzeczne i przydrożne aleje topolowe. Preferuje stanowiska nasłonecznione. Gąsienice są foliofagami żerującymi na liściach topól, w tym osiki, topoli czarnej, topoli balsamicznej, topoli Maksymowicza i Populus koreana. Jako roślinę pokarmową odnotowano także wierzbę purpurową. Żerowanie gąsienic odbywa się pomiędzy zlepionymi młodymi liśćmi. Owady dorosłe nie pobierają pokarmu i są aktywne nocą.
Dorosłe motyle latają od końca kwietnia do sierpnia, natomiast żerowanie gąsienic odbywa się od czerwca do końca września. Wyrośnięte gąsienice schodzą na poziom gleby i tam konstruują między uschniętymi liśćmi oprzęd, w którym następuje przepoczwarczenie. Stadium zimującym jest poczwarka.
Gatunek palearktyczny. W Europie znany jest z Hiszpanii, Wielkiej Brytanii, Francji, Belgii, Luksemburgu, Holandii, Niemiec, Szwajcarii, Liechtensteinu, Austrii, Włoch, Danii, Szwecji, Norwegii, Finlandii, Estonii, Łotwy, Litwy, Polski, Czech, Słowacji, Węgier, Białorusi, Ukrainy, Rumunii, Mołdawii, Bułgarii, Bośni i Hercegowiny, Serbii, Czarnogóry oraz europejskiej części Rosji. W Azji zamieszkuje południową Syberię, Rosyjski Daleki Wschód, Tybet, Koreę i Japonię.